# 澤本光男
澤本光男（日语：／ Sawamoto Mitsuo，1951年12月12日—），日本化學家，專長精密高分子合成，現任京都大學教授、日本内閣府・日本學術會議委員、《Journal of Polymer Science Part A》編輯。紫綬褒章表彰。
由於發現原子轉移自由基聚合（ATRP），2017年澤本教授與克日什托夫·马蒂亚谢夫斯基同獲富蘭克林獎章。

## 生平
1951年12月12日，澤本光男誕生於日本京都府，京都大學工學部畢業。工學博士（京都大學）。
澤本的本科、大學院教育與學術研究生涯，都是在京都大學工學部高分子化學科完成的。現任京大同學科教授，並兼任以下職務：
- 國際純正應用化學聯盟 （IUPAC）準會員 (Associate Member；高分子部門)
- 内閣府・日本學術會議　創新檢討委員會　委員
- 國際純正應用科學聯盟（IUPAC）正會員 (Titular Member；高分子部門)
- 社團法人 高分子學會 會長（第29期）
- 日本學術會議 會員（第三部；第21期）
- 《Journal of Polymer Science Part A》編輯[3]

## 貢獻
促進了高分子合成、聚合反應設計的研究，特別是一系列反應中間體的化學研究：
- 發現陽離子聚合反應
- 發現原子轉移自由基聚合（ATRP）[4]
- 發現活性聚合反應
- 精密高分子合成研究

## 榮譽
- 1992年　高分子學會獎
- 1999年　日本化學會學術獎
- 2001年　蘇州大學榮譽教授[5]
- 2002年　The Arthur K. Doolittle獎（美國化學會）
- 2015年　紫綬褒章
- 2016年　洪堡研究奖（德国洪堡基金会）
- 2017年　富蘭克林獎章（與克日什托夫·马蒂亚谢夫斯基）
- 2021年　科睿唯安引文桂冠獎（諾貝爾獎候選人）

## 著作
- 澤本光男等人「触媒の設計･反応制御 事例集」 技術情報協会、2013年。
- 澤本光男等人「高分子の合成(上)―ラジカル重合・カチオン重合・アニオン重合 (KS化学専門書)」 講談社、2010年。

## 外部連結
- Mitsuo SAWAMOTO — Kyoto University （页面存档备份，存于） （英文）
- 高分子生成論研究室（澤本研究室） （日語）
- Elsevier - Frontiers in Polymer Science 2013 : Speaker（英文）